# Manzanillo Pinabeto
Manzanillo Pinabeto är en ort i Mexiko.   Den ligger i kommunen Rayón och delstaten Chiapas, i den sydöstra delen av landet, 700 km öster om huvudstaden Mexico City. Manzanillo Pinabeto ligger 2 015 meter över havet och antalet invånare är 342.
Terrängen runt Manzanillo Pinabeto är kuperad österut, men västerut är den bergig. Manzanillo Pinabeto ligger uppe på en höjd. Runt Manzanillo Pinabeto är det ganska tätbefolkat, med 86 invånare per kvadratkilometer. Närmaste större samhälle är Rincón Chamula, 3,6 km nordost om Manzanillo Pinabeto. I omgivningarna runt Manzanillo Pinabeto växer i huvudsak städsegrön lövskog.